# Neiße-Malxetal
Neiße-Malxetal (baix sòrab: Dolina Nysa-Małksa) és un municipi alemany que pertany a l'estat de Brandenburg. Forma part de l'Amt Döbern-Land. Es troba a uns 20-30 kilòmetres de Cottbus al costat de la frontera polonesa entre Forst (Lusàcia) al nord i Bad Muskau al sud. Fou creat el 2001 de la unió de Groß Kölzig (Wjeliki Kolsk), Jerischke, Klein Kölzig (Mały Kolsk), Preschen i Jocksdorf.